# Итапева (микрорегион)

Итапева на карте.

Итапева (порт. Microrregião de Itapeva) — микрорегион в Бразилии, входит в штат Сан-Паулу. Составная часть мезорегиона Итапетининга. 
Население составляет 	240 465	 человек (на 2010 год). Площадь — 	7 686,482	 км². Плотность населения — 	31,28	 чел./км².

## Демография
Согласно сведениям, собранным в ходе переписи 2010 г. Национальным институтом географии и статистики (IBGE), население микрорегиона составляет:						
| Полное население                             | Полное население                             | Полное население                             | Полное население                             | 240 465 |
| -------------------------------------------- | -------------------------------------------- | -------------------------------------------- | -------------------------------------------- | ------- |
| в том числе:                                 | Городское население                          | 197 242                                      | Процент городского населения, %              | 82,03   |
|                                              | Сельское население                           | 43 223                                       | Процент сельского населения, %               | 17,97   |
|                                              | Мужское население                            | 119 597                                      | Процент мужского населения, %                | 49,74   |
|                                              | Женское население                            | 120 868                                      | Процент женского населения, %                | 50,26   |
| Плотность населения, чел/км²                 | Плотность населения, чел/км²                 | Плотность населения, чел/км²                 | Плотность населения, чел/км²                 | 31,28   |
| Население микрорегиона в % к населению штата | Население микрорегиона в % к населению штата | Население микрорегиона в % к населению штата | Население микрорегиона в % к населению штата | 0,58    |

## Статистика
- Валовой внутренний продукт на 2003 составляет 1 752 847 165,00 реалов (данные: Бразильский институт географии и статистики).
- Валовой внутренний продукт на душу населения на 2003 составляет 7246,55 реалов (данные: Бразильский институт географии и статистики).
- Индекс развития человеческого потенциала на 2000 составляет 0,730 (данные: Программа развития ООН).

## Состав микрорегиона
В составе микрорегиона включены следующие муниципалитеты:
1. Баран-ди-Антонина
2. Бон-Сусесу-ди-Итараре
3. Бури
4. Коронел-Маседу
5. Итабера
6. Итапева
7. Итапирапуан-Паулиста
8. Итапоранга
9. Итараре
10. Нова-Кампина
11. Риверсул
12. Такуаритуба
13. Такуариваи